# 37B villamos (Budapest)
A budapesti 37B jelzésű villamos a Blaha Lujza tér (Népszínház utca) és az Izraelita temető között közlekedett. A vonalat a Budapesti Közlekedési Zrt. üzemeltette.

## Története
Az 1967-es Országos Mezőgazdasági Kiállítás idejére, augusztus 26. és szeptember 17. között 37B jelzéssel ideiglenes járatot indított a Fővárosi Villamosvasút (FVV) a Rákóczi út és a Mező Imre út kereszteződésében egy hónappal korábban kialakított villamos-végállomás és a Lóverseny tér között, a Salgótarjáni utcán keresztül; 1970-ben (immáron a Budapesti Közlekedési Vállalat üzemeltetésében) 29Y jelzéssel állandósult.
2006. október 29-én a Budapesti Közlekedési Zrt. temetői járatként indította újra a 37B viszonylatot a Baross tér (Festetics György utca) és az Izraelita temető végállomások között. A következő években ismét közlekedett, azonban 2010-ben és 2012-ben 28B jelzéssel indítottak villamosjáratot helyette (2011-ben mindkettő szünetelt). 2015-ben megszűnt Fiumei út és a Salgótarjáni utca kereszteződésében az Izraelita temető irányú összekötővágány, emiatt a közlekedése ellehetetlenült, szerepét a 28B vette át véglegesen. 2018-ban a hiányzó vágánykapcsolatot visszaépítették, ennek ellenére a 37B-t ebben a formájában azóta sem indították újra. A viszonylatjelzést ezt követően a 28-as 2020. augusztus 16–30. közötti, illetve 2021. október 3-ai vágányzára során indított ideiglenes járat használta, ami az eddigekkel ellentétben a Blaha Lujza térről indult Kőbányára. 2023. augusztus 12–31. között ismét közlekedett, ekkor a Kőbányai úti vágányfelújítás miatt pótolta a 28-as villamost.

## Járművek
A vonalon mindig más és más járművek közlekedtek. Közlekedett már a vonalon Tatra T5C5, Ganz csuklós, és 2013 őszén TW 6000 is.[forrás?]

## Útvonala
| Év        | Útvonal                                                |
| --------- | ------------------------------------------------------ |
| 2006      | Baross tér (Festetics György utca) – Izraelita temető  |
| 2007      | Baross tér (Festetics György utca) – Izraelita temető  |
| 2008      | Baross tér (Festetics György utca) – Izraelita temető  |
| 2009      | Keleti pályaudvar M – Izraelita temető                 |
| 2010–2012 | Nem közlekedett                                        |
| 2013      | Keleti pályaudvar M – Új köztemető (Kozma utca)        |
| 2014      | Keleti pályaudvar M – Új köztemető (Kozma utca)        |
| 2015–2019 | Nem közlekedett                                        |
| 2020–2021 | Blaha Lujza tér M (Népszínház utca) – Izraelita temető |
| 2023      | Blaha Lujza tér M (Népszínház utca) – Izraelita temető |

| Izraelita temető felé |
| Blaha Lujza tér M (Népszínház utca) vá. – Népszínház utca – Teleki László tér – Népszínház utca – Fiumei út – Salgótarjáni utca – Pongrácz úti felüljáró – Őrházi ívek – Kolozsvári utca – Élessarok – Dreher Antal út – Maglódi út – Sírkert út – Kozma utca – Izraelita temető vá. |
| Blaha Lujza tér (Népszínház utca) felé |
| Izraelita temető vá. – Kozma utca – Sírkert út – Maglódi út – Dreher Antal út – Élessarok – Kolozsvári utca – Őrházi ívek – Pongrácz úti felüljáró – Salgótarjáni utca – Fiumei út – Népszínház utca – Teleki László tér – Népszínház utca – Blaha Lujza tér M (Népszínház utca) vá. |

## Megállóhelyei
Az átszállás kapcsolatok között a Blaha Lujza tér és Új köztemető között azonos útvonalon közlekedő 37-es jelzésű villamos nincsen feltüntetve.
| 0  | Blaha Lujza tér M (Népszínház utca) végállomás | 34 | 4, 6 74 5, 7, 7E, 8E, 28, 99, 110, 112, 133E, D |
| 1  | II. János Pál pápa tér M                       | 33 | 28, 99                                          |
| 2  | Teleki László tér                              | 31 | 28, 99                                          |
| 4  | Magdolna utca                                  | 29 | 2M, 24 28                                       |
| 5  | Salgótarjáni utca, temető                      | 27 |                                                 |
| 7  | Asztalos Sándor út                             | 25 |                                                 |
| 9  | Hidegkuti Nándor Stadion                       | 23 | 1                                               |
| 11 | Kőbányai garázs                                | 22 |                                                 |
| 12 | Pongrácz úti lakótelep                         | 20 | 95                                              |
| 14 | Őrház                                          | 18 |                                                 |
| 15 | Halom utca                                     | 17 |                                                 |
| 17 | Kőbánya felső vasútállomás                     | 16 | A S60 , G60 , Z60 , S80 , gyorsvonat            |
| 18 | Élessarok                                      | 15 | 3, 28, 85, 161, 162, 162A, 168E                 |
| 20 | Sörgyár                                        | 13 | 161, 162, 162A, 168E                            |
| 22 | Jászberényi út / Maglódi út                    | 11 | 161, 162, 162A, 168E 484                        |
| 23 | Gitár utca                                     | 10 |                                                 |
| 24 | Kocka utca                                     | 9  |                                                 |
| 25 | Kada utca / Maglódi út                         | 8  | 95                                              |
| 26 | Bajcsy-Zsilinszky Kórház                       | 7  | 95                                              |
| 27 | Venyige utca                                   | 5  | 95                                              |
| 29 | Sírkert út                                     | 4  | 95                                              |
| 31 | Új köztemető                                   | 2  | 68, 95, 202E                                    |
| 33 | Új köztemető (Kozma utca)                      | 2  |                                                 |
| 35 | Izraelita temető végállomás                    | 0  | 68                                              |